# Giacomo Benvenuti
Tommaso Benvenuti (Ciudad de San Marino, 3 de febrero de 2006) es un futbolista sanmarinense que juega en la demarcación de lateral derecho para el US Sassuolo Calcio de la Serie B. Es hermano gemelo del también futbolista Tommaso Benvenuti e hijo del atleta Andrea Benvenuti.

## Selección nacional
Tras jugar en las categorías inferiores de la selección, finalmente el 5 de septiembre de 2024 hizo su debut con la selección de San Marino en un partido de la Liga de Naciones de la UEFA 2024-25 contra Liechtenstein que finalizó con un resultado de 1-0 a favor del combinado sanmarinense tras el gol de Nicko Sensoli.

## Clubes
| Club                       | País   | Año       | Partidos | Goles |
| -------------------------- | ------ | --------- | -------- | ----- |
| US Sassuolo Calcio         | Italia | 2023      | 0        | 0     |
| San Marino Calcio (cedido) | Italia | 2023-2024 | 19       | 1     |
| US Sassuolo Calcio         | Italia | 2024-     |          |       |